# Biblioteca comunale Clara Gallini
(Manifesto pubblico)
La biblioteca comunale di Crema fu istituita nel 1864 ed è ospitata nel seicentesco ex palazzo Benzoni-Frecavalli. È intitolata alla studiosa etnoantropologa Clara Gallini.

## Storia
Una prima idea di istituire una pubblica biblioteca venne proposta dall'architetto Giovanni Massari nell'anno 1843, ma non ebbe sviluppi.
Nato a San Michele Cremasco nel 1810. Giovanni Solera, fu sacerdote, professore e direttore del Ginnasio, primo direttore della Biblioteca di Crema. Fu un letterato che diede alla luce una particolareggiata Serie dei Vescovi di Crema, compilò tra il 1842 ed il 1861 un Almanacco cremasco, raccolse poesie di autori cremaschi, curò una ristampa di una Storia di Crema di Alemanio Fino con annotazioni di Giuseppe Racchetti. Nel 1859 fu nominato cavaliere dell'ordine mauriziano da re Vittorio Emanuele II. Morì di vaiolo nel 1874. Gli è stata dedicata una via nel quartiere di San Carlo.
Nel 1854 il sacerdote professor Giovanni Solera, direttore del Ginnasio (che aveva sede nell'attuale edificio che ospita la scuola secondaria di primo grado Giovanni Vailati), istituì una piccola libreria a favore di studenti ed insegnanti donando una collezione di circa 5.000 volumi composta da classici italiani edita dall'editore Fusi di Milano ed una serie di classici latini della Casa Pomba di Torino.
L'architetto Massari rinnovò l'idea di una pubblica biblioteca nel 1863 e l'anno successivo quella prima biblioteca ginnasiale fu trasferita in tre locali del palazzo comunale e aperta al pubblico potendo offrire un patrimonio di 10.000 volumi grazie anche alle donazioni di alcuni nobili della città che si offrirono ad accrescerne la dotazione quali il conte Faustino Vimercati Sanseverino ed il commendatore Vincenzo Sangiovanni Toffetti oltre che dello stesso Massari. 
Nel 1876 la biblioteca civica ebbe sede di nuovo nel Ginnasio.
Negli anni a seguire si accrebbe dei 2.000 volumi del soppresso convento di San Francesco cui si aggiunse la raccolta medica del dottor Angelo Ottolini, 1.032 volumi e 770 opuscoli del canonico Felice Masseri Battaini, 3.826 volumi (opere classiche e letterarie) del nobile don Paolo Luigi Braguti. Ed inoltre: la libreria del soppresso Convento dei cappuccini di Porta Ombriano, fondi della Biblioteca Popolare Circolante, della Biblioteca pedagogica della Società Magistrale Cremasca, archivi privati, fino a raggiungere un patrimonio di 27.000 volumi all'anno 1907.
La biblioteca coabitò con il Ginnasio fino al 1933, anno in cui fu trasferita per la prima volta nell'ex palazzo Benzoni-Frecavalli, ma vi rimase solo pochi anni, fino al 1939, allorché fu dislocata nel palazzo del Monte di Pietà: qui occupava sei stanze al secondo piano per complessivi 816 metri quadri riscaldate a stufa; agli inizi degli anni quaranta la biblioteca aveva 38.008 fra volumi ed opuscoli, 323 opere di musica, incunaboli e manoscritti; bibliotecario era don Augusto Cambié.
Nel dopoguerra a sovrintendere alla biblioteca era posto un Consiglio della Biblioteca che tra il 1951 ed il 1958 fu presieduto dalla contessa Winifred (Ginevra) Terni de' Gregori, una tra le più tenaci sostenitrici per il recupero dell'ex convento di Sant'Agostino, a quei tempi di proprietà statale ed adibito a caserma, con il fine di trasformarlo in un polo culturale e museale.
Winifred Taylor nacque a Broadstairs (Kent, Inghilterra) nel 1879, in una ricca famiglia inglese, figlia di un funzionario dell’Organizzazione Internazionale delle Dogane cinesi. A 18 anni conobbe il conte Luigi Terni de' Gregorj, tenente di vascello della “Marco Polo" con il quale convolò a nozze a Montreux (Svizzera) convertendosi alla fede cattolica. A Crema si distinse a lungo per il suo impegno sociale ed assistenziale profuso in vari campi. Fu anche letterata e profonda appassionata della storia locale cremasca, fervente sostenitrice del recupero della caserma Renzo da Ceri per farne un polo culturale. Morì il 1º gennaio 1961. Il 16 gennaio 2011, nel 50º anniversario della sua scomparsa, durante una solenne cerimonia le fu intitolata la piazza antistante l'ingresso del museo.
Il complesso, acquisito al patrimonio comunale il 4 aprile 1959, fu restaurato a cura dell'architetto Amos Edallo e al secondo piano di un'ala del convento vi fu trasferita la biblioteca, inaugurata il 30 aprile 1961. Due anni dopo, il 13 gennaio 1963 venne aperta anche una Sala ragazzi.
La biblioteca rimase in questa sede fino all'anno 2002 quando fu traslocata nuovamente nel palazzo Benzoni – Frecavalli al termine di un complesso restauro conservativo.

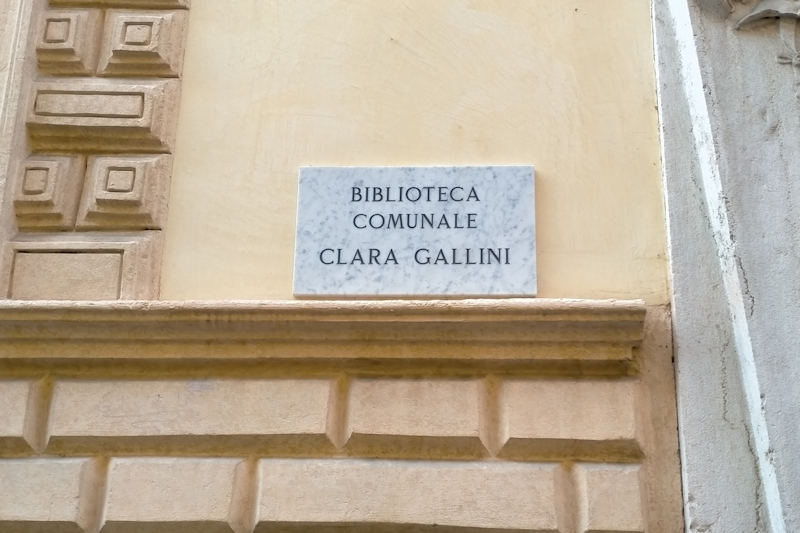
Targa di intitolazione

Il 3 maggio 2017 durante una cerimonia la biblioteca veniva intitolata all'antropologa cremasca Clara Gallini, scomparsa in quell'anno. La famiglia, in quell'occasione donò l'intera biblioteca privata della studiosa.

## Descrizioni

### Patrimonio
La biblioteca ha un catalogo di 54.910 opere.

### Servizi
La Biblioteca offre i seguenti servizi:
- reference desk e informazioni;
- prestito locale;
- prestito multimediale;
- prestito interbibliotecario;
- lettura e consultazione in sede;
- emeroteca;
- conservazione e consultazione del fondo locale (materiale pubblicato riguardante Crema e il suo circondario);
- spazio ragazzi;
- navigazione Internet e wi-fi zone,
- riproduzioni (fotocopie);
- LibriInBici.

### Fondi archivistici
Il patrimonio archivistico è consultabile su richiesta.
Il documento più antico è conservato nel fondo Benvenuti: si tratta di un atto di vendita stilato su pergamena che riporta la data di domenica 29 gennaio 1290.
| Fondo                                                           | Anni                 |
| --------------------------------------------------------------- | -------------------- |
| Archivio storico del Comune di Crema – parte prima              | 1361-1890            |
| Archivio storico del Comune di Crema – parte seconda            | 1661-1962            |
| Archivio della Confraternita dei Tessadri dei panni di lino     | 1544-1778            |
| Archivio del Collegio dei Mercanti - Camera di Commercio        | 1721-1812            |
| Archivio della famiglia Benvenuti                               | 1290-1929            |
| Archivio della famiglia Tarenzi                                 | 1804-1973            |
| Archivio Dolfin-Compostella                                     | XV secolo-XIX secolo |
| Archivio dell'Ospedale Maggiore di Crema                        | XIV secolo-XX secolo |
| Archivio del Partito nazionale fascista – Sezione di Crema      | 1938-1943            |
| Archivio del Teatro sociale di Crema                            | XVII secolo-1937     |
| Archivio del Ginnasio Racchetti e Scuola Media Vailati di Crema | 1800-1971            |
| Archivio dell'Opera Pia Marina e Climatica Cremasca - Finalpia  | 1877-2003            |
| Archivio storico del Comune di Castelnuovo                      | 1859-1869            |
| Archivio storico del Comune di Ombriano                         | 1817-1928            |
| Archivio storico del Comune di Porta Ombriano                   | 1825-1874            |
| Archivio storico del Comune di San Bernardino                   | 1832-1928            |
| Archivio storico del Comune di Santa Maria della Croce          | 1818-1928            |
| Archivio storico del Comune di Vairano Cremasco                 | 1863-1875            |